# Silene kialensis
Silene kialensis là loài thực vật có hoa thuộc họ Cẩm chướng. Loài này được (F.N. Williams) Lidén & Oxelman mô tả khoa học đầu tiên năm 2001.